# Bolometru

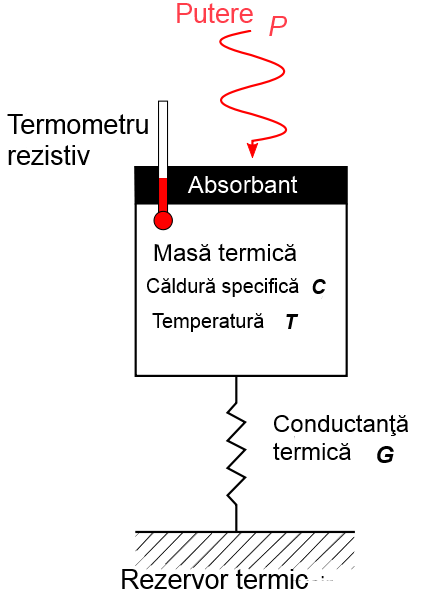
Schema funcţionării bolometrului

Bolometrul este un instrument utilizat la măsurarea intensității radiațiilor electromagnetice, în special a celor din domeniul infraroșu.
Funcționarea sa are la bază dependența rezistenței electrice de temperatură, asemănându-se în acest sens cu un termometru cu rezistență.
Deosebirea constă în faptul că masa bolometrului este foarte mică, astfel că sensibilitatea sa este mai mare, indicațiile lui variind când absoarbe cantități mici de energie radiantă.